# Katzenköpfl
Das Katzenköpfl ist ein 1132 m ü. NHN hoher Gipfel im Wendelsteingebiet, das zum Mangfallgebirge in den Bayerischen Voralpen gehört.

## Topographie
Das Katzenköpfl ist eine wenig ausgeprägte Walderhebung auf dem namenlosen Höhenzug, der sich mit den Gipfeln Schwarzenberg, Sternplatte, Sterneck, Katzenköpfl, Rißkopf, Eibelkopf, Breitenstein und Schweinsberg westlich über dem Jenbachtal erhebt. Am einfachsten ist das Sterneck über eine Forststraße zu erreichen, die nur wenige Meter unterhalb des Katzenköpfls verläuft.